# 토마스 요한손 (레슬링 선수)
칼 토마스 잉에마르 요한손(스웨덴어: Karl Tomas Ingemar Johansson, 1962년 7월 20일~)은 스웨덴의 레슬링 선수이다. 1988년 하계 올림픽에서 그레코로만형 슈퍼헤비급 동메달을 획득했고 1992년 하계 올림픽 그레코로만형 슈퍼헤비급에서 은메달을 획득했다. 또한 세계 선수권 대회에서 금메달 1개, 은메달 2개, 동메달 2개를 획득했고 유럽 선수권 대회에서 은메달 2개 ,동메달 3개를 획득했다.